# Алтаир 8800
Altair 8800 се генерално сматра за први лични (персонални) рачунар. Произведен је у САД, Нови Мексико, у компанији МИТС.
Алтаир је био базиран на Интел 8080 микропроцесору са додатих 256 бајтова РАМ меморије. Продавао се за 395 долара као кит, а 498 састављен. У првој години производње направљено је 2 хиљаде рачунара.
Рачунар се могао програмирати преко прекидача, а излази су били ЛЕД диоде. Може се рећи да је са Алтаиром 8800 коначно дошло до спознаје да је тржиште за личне рачунаре велико, што је охрабрило разне појединце да уђу у развој својих рачунара (Стив Вознијак, Стив Џобс - компанија Епл) и софтвера - Бил Гејтс, Пол Ален (Мајкрософт), који ће довести до „експлозије“ развоја личних рачунара 1980.их година.

## Детаљни подаци
Детаљнији подаци о рачунару  8800 су дати у табели испод.
|                       |                                             |
| 8800                  |                                             |
| Произвођач            |                                             |
| Тип                   | професионални рачунар                       |
| Меморија              | 256 бајтова (меморијска картица)            |
| Поријекло             | Сједињене Америчке Државе                   |
| Година                | 1975                                        |
| Тастатура             | нема тастатуре, прекидачи на предњем панелу |
| Процесор              | ) 8080                                      |
| Фреквенција процесора | 2 (свака инструкција узима 4 сатна циклуса) |
| RAM                   | 256 бајтова                                 |
| ROM                   | Нема                                        |
| Текст                 | Нема (опциона 64 x 12 картица)              |
| Графика               | Нема                                        |
| Боја                  |                                             |
| Звук                  | 1 канал 3 октаве                            |
| Димензије             | непознато                                   |
| Портови               |                                             |
| Оперативни систем     | [[]]                                        |